# 加藤恭子 (評論家)
加藤 恭子（かとう きょうこ、1929年5月26日 - ）は、日本の中世フランス文学者、エッセイスト。
旧姓・藤井。夫は加藤淑裕（よしひろ、1924-1988、発生生物学者、三菱化成生命科学研究所）、娘は『アメリカへ行った僚子』で知られる教育学者・東大教授の恒吉僚子。

## 来歴
東京生まれ。日本女子大学付属高女を経て同大国文科を中退し、1950年に早稲田大学文学部仏文科入学、1953年卒業。
夫ともに渡米し、1957年ワシントン大学大学院修士課程修了。1965年早稲田大学大学院仏文科博士課程満期退学。ワシントン大学研究助手、1965－72年マサチューセッツ大学特別研究員。
1973年上智大学講師、1995年同大学コミュニティ・カレッジ講師。地域社会研究所理事を経て、第一生命財団顧問。
1995年『日本を愛した科学者 スタンレー・ベネットの生涯』で日本エッセイストクラブ賞受賞、1996年『ヨーロッパ心の旅 異文化への道しるべ』（トマス・インモース共著）でヨゼフ・ロゲンドルフ賞受賞、2003年「昭和天皇「謝罪詔勅草稿」の発見」で文藝春秋読者賞受賞。

## 親族
父親は療術師の藤井百太郎（玄対）。藤井は大正時代に「藤井式壓戟治療法」なる民間療法を提唱し、神田区田代町（現・千代田区外神田四丁目）で治療院「藤井式壓戟治療本院養生閣」を経営、のち東京市麹町区永田町の三宅坂角の自邸に「藤井療法本院」を開き、施術のほかに、健康器具「藤井療器」（掌に収まる金属製の筒状の器具を体に押し当てて使用する）を考案、国内外で特許を申請した。昭和初期には「藤井式物理療法」として認知され、中村歌右衛門など名士を顧客に繁盛し、冠木門を構えた豪邸に暮らし、「天下の藤井」と豪語するほど隆盛した。患者にはフランス大使もおり、日仏文化功労章を贈与された。国柱会の会員でもあり、全国療術協同組合(現・全国療術師協会）の東京の会長も務めた。1934年には敵機襲来に備え「飛行機捕獲網」なるものを完成したと発表した。
夫の加藤淑裕は日清製粉専務・加藤徳雄の次男として東京に生まれ、東京帝国大学理学部卒業後成蹊高校教師を経て米国留学、カリフォルニア大学、ワシントン大学、カーネギー研究所、名古屋大学、マサチューセッツ大学で研究し、哺乳動物を使った発生生物学実験研究の日本での草分けのひとりとして活躍、日本発生生物学学会長、三菱化成生命科学研究所副所長、発生生殖生物学研究所名誉所長などを務めた。食道癌のため63歳で没したのち、妻の恭子により夫の足跡を詳細に追った『伴侶の死』が上梓された。

## 著書
- 『青春に悔いなし―学生夫婦留学記』三一新書 1965
- 『愛する僚子へ』中央公論社 1966　のち文庫（副題「わが子におくる育児記録」）
- 『ヨーロッパの青春 私のフランス留学記』中央公論社 1966
- 『消された大酋長 アメリカ建国のかげに』朝日新聞社 1974
- 『アメリカへ行った僚子』朝日新聞社 1975　のち文庫、中公文庫
- 『こんなふうに英語をやったら?』中央公論社 1976　のち文庫
- 『国際マナー入門 海外へ出かけるあなたに』講談社 1977
- 『子どもを生かす母親論』第三文明社 灯台ブックス 1978
- 『入門英字新聞の読み方 誰でもスラスラ読めるようになる101のポイント』日本実業出版社 1978
- 『渚の唄 ある女流生物学者の生涯』講談社 1980
- 『英語のヒアリング こんなふうにやったら?』ジャパンタイムズ 1981
- 『家庭婦人の知的活動のために』未来社 1981
- 『英語のつぎに何をやりますか 多国語学習のすすめ』日本英語教育協会 ブックスフォーミリオンシリーズ 1982
- 『こんなアメリカを知っていますか』中央公論社 1982　のち文庫
- 『こんなふうに英語力をつけたら 役に立つ速読と精読』中央公論社・C books 1982
- 『最初のアメリカ人 メイフラワー号と新世界』福武書店 1983
- 『「星の王子さま」をフランス語で読む』PHP研究所 21世紀図書館 楽しく学べる生きた外国語　1984　のちちくま学芸文庫
- 『母親のための子供の「学力」を伸ばす法』PHP研究所 1985
- 『フランクリン』太田大八絵 チャイルド本社 チャイルド絵本館 伝記ものがたり 1986
- 『伴侶の死』春秋社 1989　のち中公文庫、文春文庫
- 『知的生活をめざす女性へ』リクルート出版 1990
- 『大酋長フィリップ王 消されたアメリカ・インディアン』春秋社 1991
- 『モーゼスおばあさんを世に出すまで 編集者たちの光景』毎日新聞社 1991
- 『アーサー王伝説紀行 神秘の城を求めて』中公新書 1992
- 『「英語」が楽しい 生涯学習としての英語』春秋社 1993
- 『「速読・推理」英語長文読解』三省堂 1993
- 『日本を愛した科学者 スタンレー・ベネットの生涯』ジャパンタイムズ 1994
- 『やさしい英語のリスニング』ジャパンタイムズ 1994
- 『ニューイングランド物語 アメリカ、その心の風景』日本放送出版協会 NHKブックス 1996
- 『英語を学ぶなら、こんなふうに 考え方と対話の技法』日本放送出版協会 NHKブックス 1997
- 『アメリカの名作を英語で読む』ジャパンタイムズ 1998
- 『田島道治 昭和に「奉公」した生涯』ティビーエス・ブリタニカ 2002
- 『昭和天皇「謝罪詔勅草稿」の発見』文藝春秋 2003
- 『直読英語の技術 こんなふうにやれば、どんどん読める』阪急コミュニケーションズ 2005
- 『昭和天皇と田島道治と吉田茂 初代宮内庁長官の「日記」と「文書」から』人文書館 2006
- 『言葉でたたかう技術 日本的美質と雄弁力』文藝春秋 2010
- 『昭和天皇と美智子妃その危機に 「田島道治日記」を読む』田島恭二監修 文春新書 2010
- 『追憶のセント・ルイス 1950年代アメリカ留学記』論創社 2013
- 『MUSTの人生 こころを見つめる』中央公論新社 2013

### 共編著
- 『和魂・洋魂 ドイツ人神父の日本考察』ヨゼフ・ロゲンドルフ共著 講談社 1979
- 『インフォーマル英単語』ジーン・ジャンセン共著 ジャパンタイムズ 1982
- 『アメリカ人の文化と常識 アメリカン・マインド入門』武市英雄、ジーン・A・ジャンセン、スコット・ハウェル共著 ジャパンタイムズ 1985
- 『深い泉の国「日本」 異文化との出会い』トーマス・インモース共著 春秋社 1985　のち中公文庫
- 『日本人を知らないアメリカ人アメリカ人を知らない日本人』マイケル・バーガー共著 ティビーエス・ブリタニカ 1987
- 『メガホンの講義 文化人類学者・我妻洋の闘い』我妻令子共著 文芸春秋 1987
- 『ことばで探るアメリカ 日米コミュニケーション・ギャップ考』マーシャ・ロズマン共著 ジャパンタイムズ 1988　のちちくま文庫
- 『日本人が知らないアメリカ英語』ジーン・ジャンセン共著 ジャパンタイムズ 1991
- 『英語小論文の書き方 英語のロジック・日本語のロジック』ヴァネッサ・ハーディ共著 講談社現代新書 1992
- 『ヨーロッパ心の旅 異文化への道しるべ』トマス・インモース共著 原書房 1995
- 『愛を求める家族たち』ジョーン・ハーヴェイ共著 ジャパンタイムズ 1996
- 『ノンフィクションの書き方 上智大学コミュニティ・カレッジの講義と実習』編著 はまの出版 1998
- 『大人になってから読むマザー・グース』ジョーン・ハーヴェイ共著 PHP研究所 1999
- 『「伴侶の死」それから』編 出窓社 1999
- 『老後を自立して エイジングと向き合う』ジョーン・ハーヴェイ共著 日本放送出版協会 NHKブックス 2001
- 『ニューイングランドの民話』ジョーン・ハーヴェイ共著 玉川大学出版部 2003
- 『私は日本のここが好き!  外国人54人が語る』正・続　編 出窓社 2008‐10
- 『私は日本のここが好き！ 親愛なる日本の友へ』特別版 編 出窓社 2011
- 『日本人のここがカッコイイ！』編 文春新書 2015

### 翻訳
- ドロシイ・カミンズ『編集者とは何か サックス・カミンズの業績と生涯』未来社 1981
- アンナ・メアリー・ロバートソン・モーゼス『モーゼスおばあさんの絵の世界 田園生活100年の自伝』未来社 1983
- 『グランドマア・モーゼス 画集』オットー・カリア編著  サンリオ 1986
- マドレーヌ・P.コズマン『ヨーロッパの祝祭典 中世の宴とグルメたち』山田敏子共訳 原書房 1987
- コズマン『中世の饗宴 ヨーロッパ中世と食の文化』平野加代子共訳 原書房 1989
- コズマン『中世貴族の華麗な食卓 69のおいしいレセピー』和田敦子共訳 原書房 1991
- リチャード・セヴェロ『リサ・H  エレファント・マン病とたたかった少女の記録』山田敏子共訳 筑摩書房 1992
- スタンレー・ベネット『戦場から送り続けた手紙 ある米海軍士官の太平洋戦争』今井万亀子共編訳 ジャパン・タイムズ 1995
- ヴァネッサ・ハーディ『英語の世界・米語の世界 その歴史・文化・表現』編訳 講談社現代新書 1996
- ジャン=ルイ・ベッソン文・絵『ぼくはあの戦争を忘れない』平野加代子共訳 講談社 2001
- W.ニコラ-リサ編・詩 アンナ・メアリー・ロバートソン・モーゼス絵・文『モーゼスおばあさんの四季 絵と自伝でたどるモーゼスおばあさんの世界』和田敦子共訳 BL出版 2003
- レィディ・バウチャー編 セシル・バウチャー著『英国空軍少将の見た日本占領と朝鮮戦争』今井萬亀子共訳 社会評論社 2008
- エドナ・エグチ・リード『スパイにされた日本人 時の壁をこえて紡ぎなおされた父と娘の絆』平野加代子共訳 悠書館 2012